# Jan Gebauer
Jan Gebauer (Úbislavice, 1858 – Praga, 1907) è stato un filologo ceco.
Fu autore dei volumi La grammatica storica della lingua ceca (1894) e del Dizionario dell'antico ceco (1909). Per primo riconobbe le falsificazioni del filologo Václav Hanka.